# Seigneurie de Boutron

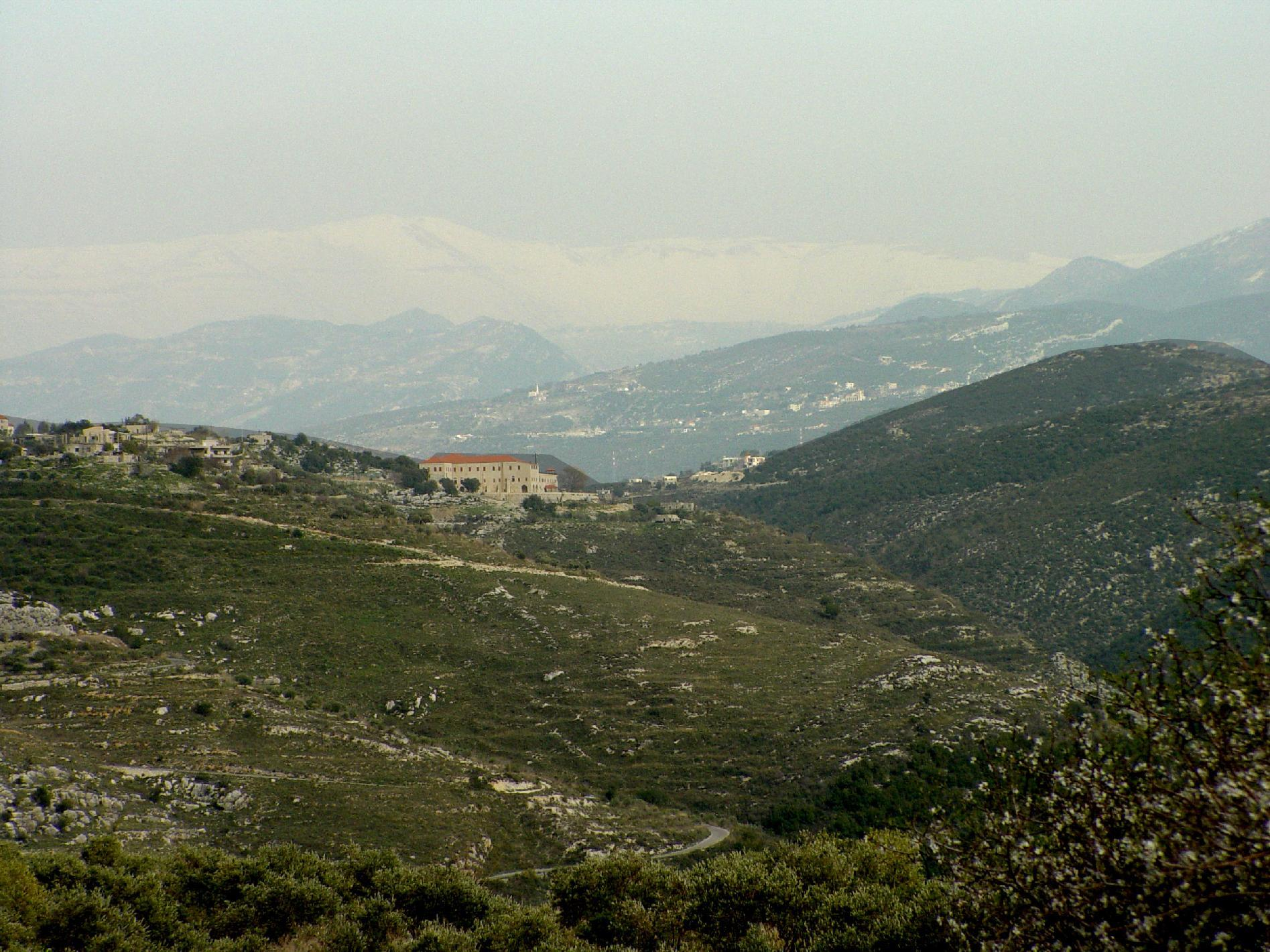
Les hauteurs de Batroun dans l'actuel Liban.

La seigneurie de Boutron est un des fiefs du comté de Tripoli. Elle correspond à l'actuelle Batroun, au Liban. Elle est entre la seigneurie du Gibelet (Jbeil) et celle de Néphin (Anfeh).

## Histoire
À l'époque des croisades, elle faisait partie de l'émirat tripolitain des Banû ‘Ammar. C'est en 1099 que les Croisés en prirent connaissance. La ville fut prise par ces derniers en 1109, peu après la conquête de Tripoli par le roi Baudouin Ier.
Les informations relatives à l'histoire de Batroun pendant les premières décennies de la présence franque restent limitées. Un document de 1115 mentionne que la ville était alors sous la possession de la famille d'Agoult, originaire de Provence. Par la suite, elle échut à Guillaume Dorel, qui décéda en 1184, laissant pour seule héritière sa fille, Cécile.
Le comte Raymond III de Tripoli, qui avait promis la main de Cécile à Gérard de Ridefort, un de ses proches, opta finalement pour un mariage avec un riche marchand pisan, nommé Plivano ou Plébain. La transaction, racontée dans les légendes comme impliquant la pesée de la jeune fille contre de l'or, eut des conséquences fâcheuses pour Raymond. En effet, deux ans après, Gérard de Ridefort, chevalier flamand, devint Grand Maître de l’Ordre du Temple, nourrissant une rancune qui contribuerait à la chute du royaume de Jérusalem. Selon certaines chroniques, lors de l’élection de Guy de Lusignan au trône de Jérusalem, Gérard, en savourant sa revanche sur Raymond, aurait murmuré : "Ceste corone vaut bien le mariage du Boutron."
En 1187, Saladin conquit la ville après avoir pris Barut et Gibelet. Cependant, à la suite des événements de la troisième croisade, Plivano reprit possession de son fief en 1202.
En 1289, Batroun fut évacuée sans combat face à la menace du sultan Qalaoun, marquant la fin de l’existence du comté de Tripoli. Le château de la ville, situé en bord de mer, fut détruit en 1276 par le grand maître du Temple, Guillaume de Beaujeu, dans le cadre d’un conflit majeur entre l’Ordre du Temple et le comte de Tripoli. De ce château, il ne reste que quelques fragments de pierres, intégrés à des constructions plus récentes.

## Liste des seigneurs
????-???? : Raymond d'Agout
????-1174 : Guillaume Dorel († 1174), fils du précédent
marié à Étiennette de Milly fille d'Henri Bibalus et d'Agnès Grenier
1174-???? : Lucie Dorel, fille des précédents
mariée à Plivain de Pise, riche marchand de Pise
1181-1206 : Plivain de Pise, époux de la précédente et oncle de Mangon d'Accre
1206-1244 : Bohémond de Boutron, fils de Bohémond III d'Antioche et d'Isabelle (nièce de Gautier Durus-Le dur)
gendre des précédents
1244-1262 : Guillaume II de Boutron, fils des précédents, connétable de Jérusalem
marié à Agnès de Sidon, fille de Balian Grenier, comte de Sidon
1262-1277 : Jean de Boutron, fils du précédent
marié à Lucie de Gibelet
1277-1282 : Rodolphe de Boutron, cousin germain du précédent, fils de Jacques de Boutron.